# Typosyllis subterranea
Typosyllis subterranea är en ringmaskart som beskrevs av Hartmann-Schröder 1962. Typosyllis subterranea ingår i släktet Typosyllis och familjen Syllidae. Inga underarter finns listade i Catalogue of Life.